# Dennis Adams
Pour les articles homonymes, voir Adams.
Dennis Adams, né en 1948 à Des Moines (Iowa), est un artiste américain.
Il a réalisé des interventions urbaines et des installations muséales qui révèlent les courants historiques et politiques de la photographie, du cinéma, de l'espace public et de l'architecture.

## Biographie
Dennis Adams naît à Des Moines, dans l'Iowa. À travers ses interventions urbaines et ses installations muséales, Adams se concentré sur la conception de la photographie en tant que médium qui a transformé de manière cruciale la représentation de l'histoire en tant que principal moyen de reconstruction ouverte d'images qui résonnent dans le domaine du contexte social.
Sa première décennie d'activité est documentée dans la monographie intitulée Dennis Adams: The Architecture of Amnesia (1989). À partir de 1998, Adams commence à explorer le médium de la vidéo et de l'engagement social avec des projets tels que OUTTAKE (1999), Makedown (2004), Spill (2009) et Malraux's Shoes (2012).

## Livres d'artistes
- Dennis Adams et Mary A. Staniszewski, The Architecture of Amnesia, New York, N.Y. : Kent Fine Art, 1990.
- Dennis Adams, Dennis Adams: Double Feature, New York, N.Y. : Kent Fine Art, 2008.
- Recovered 10 on 10 – Adams on Garanger, produit et publié en 1993 par Les Maîtres de Forme Contemporains (mfc-michèle didier), Bruxelles (édition limitée à 6 exemplaires numérotés et signés et 3 épreuves d’artiste). Voir mfc.

## Expositions
- 1984 : exposition personnelle, The Kitchen, New York.
- 1987 : Skulptur Projekte Münster, Westfälisches Landesmuseum (de), Münster, Allemagne.
- 1987 : Building Against Image (rétrospective), The Alternative Museum, New York.
- 1988 : exposition personnelle, De Appel Foundation, Amsterdam.
- 1988 : Bezugspunkte 38/88, Steirischer Herbst (de), Graz, Autriche.
- 1989 : Magiciens de la terre, Musée national d'Art moderne, Centre Georges Pompidou, et La Grande Halle, Parc de la Villette, Paris[1].
- 1989 : Image World: Art and Media Culture, Whitney Museum of American Art, New York.
- 1989 : 
  - 14 janvier - 12 mars Images critiques: Adams, Jaar, Jammes, Wall, Musée d'Art moderne de Paris[2].
  - Tenir l'image à distance, Musée d'art contemporain, Montréal.
- 1990 :
  - Architecture d'Amnesia, galerie Kent Fine Art, New York.
  - Œuvres: Dennis Adams, Hirshhorn Museum and Sculpture Garden, Washington, DC [3].
  - Passages de l'image, Musée National d'Art Moderne, Centre Georges Pompidou, Paris.
  - Rhetorical Image, The New Museum, New York.
  - The Ready Made Boomerang, Biennale de Sydney, Australie.
- 1991 :
  - 12 janvier - 28 février : Road to Victory, série Projects, Musée d'Art Moderne (MoMA), New York [4].
  - L'anus solaire, FRAC Bretagne, Rennes.
- 1992 : Post Human, exposition collective, FAE Musée d'Art Contemporain, Pully / Lausanne, Suisse ; puis : Castello di Rivoli, Rivoli, Italie ; Fondation Deste pour l'art contemporain (en), Athènes ; Deichtorhallen (de), Hambourg[5].
- 1993 : Der Müll, () Unde Der Tod, Portikus, Francfort-sur-le-Main.
- 1994 :
  - Selling History (rétrospective), Contemporary Arts Museum, Houston.
  - Transactions (rétrospective), Museum van Hedendaagse Kunst, Anvers.
- 1995 : 
  - Light Constructions, Museum of Modern Art (MoMA), New York
  - 10 juin - 1er octobre : exposition collective  'Le monde après la photographie : Dennis Adams, Lewis Baltz, Hannah Collins ..., Musée d’art moderne, Villeneuve-d'Ascq ; commissariat d'exposition : Régis Durand.
  - 10 à 20 (exposition personnelle), Stroom HCBK, La Haye
- 1996 : Ederle, Queens Museum of Art, New York.
- 1999 : Panorama 2000, organisé par Centraal Museum, Utrecht, Pays-Bas.
- 2000 : Biennale de Whitney, Whitney Museum of Art, New York.
- 2001 :
  - Hortus Conclusus, Kunstinstituut Melly, Rotterdam.
  - exposition personnelle, Contemporary Museum, Baltimore, en collaboration avec le Walters Art Museum, Baltimore.
- 2002 : Vidéo topiques / Tours et retours de l'Art Vidéo, Musée d'Art Moderne et Contemporain, Strasbourg.
- 2003 : Warum, Martin-Gropius-Bau, Berlin.
- 2004 :
  - Ambulates / Cultura Portátil: Actitudes y Prototipos en el Espacio público, Centro Andaluz de Arte Contemporáneo, Séville.
  - Freeload, Pavillon Mies van der Rohe, Barcelone.
- 2005 :
  - Make Down, galerie Kent Fine Art, New York City [6].
  - Concerning Terror: The RAF- Exhibition, KW Institute for Contemporary Art (de), Berlin et Neue Galerie, Musée universel de Joanneum, Graz.
- 2007 : Filles rebelles, Frac Nord-Pas de Calais, Dunkerque.
- 2008 :
  - Blickmaschinen, Museum für Gegenwartskunst (de), Siegen, Allemagne.
  - Révolutions 1968, Galerie nationale d'art Zacheta, Varsovie.
  - Double Feature, galerie Kent Fine Art, New York.
- 2009 
  - Evento 2009: Intime collectif', Bordeaux[7].
  - Murs d'Alger: récits de la ville coloniale, Getty Research Institute, Los Angeles [8]
- 2010 "Comment le vin est devenu moderne", Musée d'art moderne de San Francisco [9]
- 2011 : 10 septembre - 4 décembre Familiarité étrange : images de terreur, Berlin[10]
- 2012 : 7 septembre - 20 octobre Dennis Adams: Malraux's Shoes & Tagging the Archive, galerie Kent Fine Art, New York[11].
- 2015 : Rétrospective / Le 9e Annuel des Colonnes Blanches, galerie White Columns, New York.
- 2016 : 8 avril - 27 mai Dennis Adams: In the Red & Walking on Wolves, galerie Kent Fine Art, New York[12].

#### Bases et notices d'autorité
- Ressources relatives aux beaux-arts :   - Artists of the World Online
  - Bénézit
  - Delarge
  - Kunstindeks Danmark
  - Musée national du Victoria
  - Museum of Modern Art
  - RKDartists
  - Te Papa Tongarewa
  - Union List of Artist Names
- Notices d'autorité :   - VIAF
  - ISNI
  - BnF (données)
  - IdRef
  - LCCN
  - GND
  - CiNii
  - Pays-Bas
  - Israël
  - Australie
  - Croatie
  - WorldCat

#### Autres
- Artist's Archive at Kent Fine Art
- Dennis Adams: Malraux's Shoes 2012
- "Dennis Adams Video Archive 1998 - 2009"
- "Dennis Adams: Airborne 2002"
- "dennis adams" Interview by Peter Dorshenko with Dennis Adams Journal of Contemporary Art
- Tributaries 1995 Public Commission in NYC
- Publications on Dennis Adams
- Dennis Adams Biography